# Образцова, Евгения Викторовна
Евге́ния Ви́кторовна Образцо́ва (18 января 1984, Ленинград) — артистка балета, солистка Мариинского театра с 2002 года, с 2012 года — прима-балерина Большого театра. Заслуженная артистка Российской Федерации (2016)

## Биография
Родители Евгении Образцовой были артистами балета, и она с раннего детства проводила много времени в театре. Кроме балета её привлекал драматический театр, но она выбрала первый вариант, поступив в Академию русского балета имени Вагановой. Преподавателями Образцовой были Людмила Сафронова, Инна Зубковская и Марина Васильева. Окончив Академию в 2002 году, Евгения была принята в труппу Мариинского театра, где репетировала под руководством Нинели Кургапкиной. В первом же сезоне 18-летняя балерина приняла участие в парижских гастролях театра, а также исполнила главную женскую партию в балете «Ромео и Джульетта» — это был первый и пока единственный случай в истории театра, когда подобная роль была доверена столь юной артистке. В 2004 году Образцова дебютировала в балетах «Сильфида» и «Легенде о любви».
Год спустя она завоевала золотую медаль на Московском международном конкурсе артистов балета и хореографов имени Ю.Н. Григоровича, после чего её впервые пригласили на персональные гастроли, что положило начало успешным проектам со многими всемирно известными театрами: итальянским театром «Ла Скала», Римским оперным театром, Берлинской оперой, Лондонским королевским театром «Ковент-Гарден», Парижской Гранд-Опера (Opéra Garnier), Американским балетным театром (Метрополитен-опера), Датским королевским балетом, Национальным балетом Токио, Венской государственной оперой и т.д.
Также в 2005 году Евгения дебютировала в кино – исполнила роль балерины и невесты одного из героев во французском фильме Седрика Клапиша «Красотки» (Les poupées russes). Год спустя сыграла в картине «Балерина/Ballerina».
В 2006 году станцевала сольные партии в «Золушке» и «Спящей красавице» и на сцене Мариинского театра. В этом же году французский хореограф Пьер Лакотт поставил «Ундину», принёсшую ей «Золотую маску». Через год она исполнила роль Жизели, а на следующий — Китри в «Дон Кихоте», с которой гастролировала в Японии.
В 2009 году, после гибели Нинели Кургапкиной, педагогом Евгении стала Эльвира Тарасова.
В этом же году Евгения дебютировала в Лондоне, в театре «Ковент-Гарден», где исполнила роль Авроры в балете «Спящая красавица». До 2016 года являлась приглашенной балериной лондонского театра.
С 2010 года некоторое время была приглашённой солисткой Московского академического музыкального театра, где репетировала под руководством Маргариты Дроздовой.
В 2011 году приняла участие в шоу Первого канала «Болеро» в паре с фигуристом Максимом Стависким.
В 2012 году перешла в труппу Большого театра, где репетировала под руководством Светланы Адырхаевой, с этого же года -  прима-балерина Большого театра, где в настоящее время занимается под руководством Надежды Грачёвой.
В 2016 году в Москве и Санкт-Петербурге прошла фотовыставка известного фотохудожника Виктора Горячева «Галатея», посвященная Евгении Образцовой.
В 2016 году Указом Президента Российской Федерации Евгении Образцовой присвоено звание Заслуженной артистки Российской Федерации.
В 2017 году в Большом театре состоялась премьера балета «Ромео и Джульетта» в новой постановке Алексея Ратманского – Евгения исполнила в спектакле роль Джульетты.
В 2018 году Евгения исполнила главную женскую роль в новом фильме Андрея Смирнова «Француз». События картины, в которой Евгения сыграла артистку Большого театра, разворачиваются в 1957 году. Премьера фильма «Француз» состоялась в 2019 году на XXX Российском кинофестивале «Кинотавр». Роль в этой картине принесла Евгении её первую номинацию на премию «Ника» в категории «Открытие года». На состоявшейся 25 апреля 2021 года XXXIV Торжественной церемонии вручения национальной кинематографической премии «Ника» фильм «Француз» получил награду в двух номинациях: «Лучшая режиссёрская работа» и «Лучший игровой фильм».
В 2019 году в Большом театре состоялась премьера балета «Зимняя сказка» Кристофера Уилдона, в котором Евгения сыграла главную женскую роль – королеву Гермиону. Эта роль принесла Евгении очередную номинацию на премию «Золотая маска» в категории «Лучшая женская роль». Подведение итогов и вручение наград перенесены в связи с эпидемией.
В марте 2020 года Евгения дебютировала в роли Фригии в балете «Спартак», (партнёр Иван Васильев).
В настоящий момент Евгения исполняет главные роли в ключевых балетах Большого театра, участвует во всех его значимых российских и международных гастролях, а также выступает в ведущих мировых театрах в качестве приглашённой звезды.

## Санкции
7 января 2023 года, из-за вторжения России на Украину, внесена в санкционный список Украины против лиц «которые публично призывают к агрессивной войне, оправдывают и признают законной вооруженную агрессию РФ против Украины, временную оккупацию территории Украины». Предполагается блокировка активов на территории страны, приостановка выполнения экономических и финансовых обязательств, прекращение культурных обменов и сотрудничества, лишение украинских госнаград.

## Репертуар

### Мариинский театр
- 2003 — «Ромео и Джульетта», хореография Леонида Лавровского — Джульетта
- 2004 — «Сильфида», хореография Августа Бурнонвиля, редакция редакции Эльзы-Марианны фон Розен — Сильфида
- 2004 — «Легенда о любви», балетмейстер Юрий Григорович — Ширин
- 2004 — «Щелкунчик», балетмейстер Кирилл Симонов — Маша
- 2006 — «Бахчисарайский фонтан», хореография Ростислава Захарова — Мария
- 2006 — «Спящая красавица», хореография Мариуса Петипа, редакция Сергея Вихарева — Принцесса Аврора
- 2006 — «Золушка», балетмейстер Алексей Ратманский — Золушка
- 2006 — «Ундина», Ундина балетмейстер Пьер Лакотт — Ундина — первая исполнительница
- 2007 — «Жизель», хореография Жана Коралли, Жюля Перро и Мариуса Петипа — Жизель
- 2007 — «Пробуждение Флоры», хореография Мариуса Петипа, редакция Сергея Вихарева — Флора — первая исполнительница
- 2007 — «Ballet Imperial», хореография Джорджа Баланчина — Солистка
- 2008 — «Дон Кихот», хореография Александра Горского — Китри
- 2008 — «Карнавал», хореография Мариуса Петипа, редакция Сергея Вихарева — Коломбина — первая исполнительница
- 2008 — «Симфония до мажор», хореография Джорджа Баланчина — Солистка IV части
- 2009 — «Аполлон», хореография Джорджа Баланчина — Терпсихора
- 2009 — «Шурале», хореография Леонида Якобсона, капитальное возобновление — Сюимбике — первая исполнительница
- 2009 — «В ночи», хореография Джерома Роббинса — Солистка
- 2010 — «Петрушка», хореография Михаила Фокина — Балерина
- 2010 — «Конёк-Горбунок», балетмейстер Алексей Ратманский — Царь-девица
- 2011 — «Симфония до мажор», хореография Джорджа Баланчина — Солистка III части

### Московский музыкальный театр им. Станиславского и Немировича-Данченко
- 2010 — «Па-де-катр», хореография Антона Долина — Люсиль Гран
- 2010 — «Шопениана», хореография Михаила Фокина — Одиннадцатый вальс
- 2010 — «Жизель», хореография Жана Коралли, Жюля Перро и Мариуса Петипа, редакция Татьяны Легат — Жизель
- 2010 — «Маленькая смерть», хореография Йиржи Килиана — Солистка
- 2011 — «Лебединое озеро», редакция Владимира Бурмейстера — Одетта—Одиллия
- 2011 — «Сильфида», балетмейстер Пьер Лакотт — Сильфида — первая исполнительница

### Большой театр
- 2011 — «Дон Кихот», редакция Алексея Фадеечева — Китри
- 2012 — «Спящая красавица», хореография Мариуса Петипа, новая хореографическая редакция Юрия Григоровича — Принцесса Аврора
- 2012 — «Анюта», балетмейстер Владимир Васильев — Анюта
- 2012 — «Сильфида», хореография Августа Бурнонвиля, редакция Йохана Кобборга — Сильфида
- 2012 — «Жизель», хореография Ж. Коралли, Ж. Перро, М. Петипа в редакции Ю. Григоровича — Жизель
- 2012 — «Драгоценности», хореография Дж. Баланчина — ведущая партия в «Изумрудах» — участница премьеры
- 2012 — «Шопениана», хореография М. Фокина — Прелюд и Седьмой вальс
- 2012 — «Дочь фараона», хореография П. Лакотта — Аспиччия
- 2012 — «Аполлон Мусагет», хореография Дж. Баланчина — Терпсихора
- 2012 — «Щелкунчик», хореография Ю. Григоровича — Мари
- 2013 — «Баядерка», хореография Мариуса Петипа, редакция Ю. Григоровича — Никия
- 2013 — «Драгоценности», хореография Дж. Баланчина — Ведущая партия в «Бриллиантах»
- 2013 — «Онегин», хореография Дж. Крэнко — Татьяна
- 2013 — «Марко Спада», хореография Пьера Лакотта— Анжела — первая исполнительница
- 2014 — «Утраченные иллюзии», постановка А. Ратманского — Корали — дебют состоялся на гастролях Большого балета в Париже
- 2014 — «Дама с камелиями», хореография Дж. Ноймайера — Маргарита Готье
- 2017 — «Легенда о любви», хореография Ю. Григоровича — Ширин
- 2017 — «Пламя Парижа», постановка А. Ратманского с использованием хореографии В. Вайнонена — Жанна — дебют состоялся на гастролях Большого балета в Японии
- 2017 – «Ромео и Джульетта» (премьера), хореография А. Ратманского – Джульетта
- 2018  – «Коппелия», хореография Мариуса Петипа и Энрико Чекетти, постановка и новая хореографическая редакция С. Вихарева  - Сванильда
- 2018 – «Пахита», хореография П. Лакотта - Пахита
- 2018 – «Этюды», хореография Х. Ландера
- 2019 – «Зимняя сказка», хореография и постановка Кристофера Уилдона - Гермиона
- 2019 – «Парижское веселье», «Симфония до мажор», хореография Мориса Бежара и Дж. Баланчина соответственно - Влюбленная
- 2020 – «Спартак», постановка Ю. Григоровича – Фригия
- 2020 – «Девятый вал» (программа «Четыре персонажа в поисках сюжета»), хореография Б. Ариаса — ведущая солистка, участница мировой премьеры
- 2022 – «Прелюдия», op. 28, № 7 («Шопениана», редакция Н. Большаковой и В.Гуляева) – первая исполнительница в Большом театре
- 2022 – «Мазурка», op. 33, № 2, Вальс, op. 64, № 2 («Шопениана»)
- 2023 – «Иван Грозный», хореография Ю.Григоровича – Анастасия
- 2024 – «Ромео и Джульетта», хореография Л.Лавровского – Джульетта

### Зарубежные театры (избранные роли)
Американский балетный театр
«Ромео и Джульетта» — Джульетта (хореография Кеннета МакМиллана)
Римская опера
«Золушка» — Золушка (хореография Карлы Фраччи)
«Фауст» — Маргарита (хореография Лучано Каннито и Карлы Фраччи)
«Жизель» — Жизель (редакция Карлы Фраччи)
Королевский театр «Ковент-Гарден», (Royal Opera House)
«Спящая красавица» — Аврора (редакция Фредерика Аштона, Энтони Дауэлла[en]   и Кристофера Уилдона)
«Ромео и Джульетта» — Джульетта (хореография Кеннета МакМиллана)
«Лебединое озеро» — Одетта-Одиллия (редакция Энтони Дауэлла[en])
Парижская Гранд-Опера (Opéra Garnier)
«Сильфида» — Сильфида (хореография Пьера Лакотта)
Датский королевский театр
«Баядерка» — Никия (редакция Николая Хюббе)
Национальный балет Токио
«Щелкунчик» — Мари (редакция Владимира Малахова)

## Фильмография
- 2005 — «Красотки» — Наташа
- 2006 — «Балерина»
- 2014 — «Марко Спада» на музыку Даниэля Обера в постановке Пьера Лакотта (пр-во Bel Air Classique) — Анжела
- 2019 — «Француз» — Кира Галкина
- 2023 — «Балет» — Женя Воскресенская

## Звания и награды
- 2005 — Лауреат Международного конкурса артистов балета и хореографов в Москве (I премия)
- 2005 — Премия Zegna Mariinsky New Talents Award (Париж, Франция)
- 2006 — Премия Леонида Мясина (Позитано, Италия)
- 2007 — Национальная театральная премия «Золотая Маска» за лучшую женскую роль в балете (партия в балете «Ундина», сезон 2005/06)[4]
- 2008 — Звезда имени Нино Ананиашвили (Тбилиси, Грузия)
- 2009 — Нагрудный знак Министерства культуры Республики Татарстан «За достижения в культуре»
- 2009 — Приз журнала «Балет» «Душа танца» в номинации «Звезда»
- 2012 — Международная балетная премия Dance Open в номинации «Мисс Виртуозность»
- 2016 — Заслуженная артистка России[5].
- 2018 – Золотая медаль «Ренессанс Франсез» (La Renaissance française) за вклад в продвижение французской культуры в России.

## Личная жизнь
С 2014 года замужем за скульптором Андреем Коробцовым. Двое детей — дочери София и Анастасия, близнецы.